# Susan Glaspell
Susan Keating Glaspell (1 de julio de 1876 – 28 de julio de 1948) fue una dramaturga, novelista, periodista y actriz estadounidense. Con su esposo George Cram Cook, fundó la compañía Provincetown Players, la primera compañía teatral estadounidense modernista. Durante la Gran Depresión, trabajó en la agencia de Works Progress Administration como directora de la oficina del Medio Oeste del Proyecto de Teatro Federal.
Glaspell es reconocida por ser la autora de nueve novelas, quince obras de teatro, más de cincuenta cuentos, y una biografía. Sus relatos, en parte autobiográficos y a menudo ambientados en su nativo Medio Oeste, suelen explorar tópicos contemporáneos como género, ética, y posturas disidentes, a la vez que presentan personajes profundos y compasivos que suelen posicionarse conforme a sus principios.
A pesar de haber sido una de las autoras más exitosas de su época, las obras de Glaspell dejaron de publicarse luego de su fallecimiento. En especial, se la recuerda por haber haber descubierto al dramaturgo Eugene O'Neill. La revalorización crítica de las contribuciones femeninas que se viene dando desde finales del siglo XX ha renovado el interés por la carrera de esta autora. Hoy, a comienzos del siglo XXI, se la reconoce como una escritora feminista pionera y como la primera dramaturga modernista estadounidense destacada. Su obra en un acto Nimiedades (1916) es mencionada frecuentemente como una de las piezas dramáticas más importantes del teatro estadounidense. De acuerdo con la opinión del destacado crítico teatral británico Michael Billington, Susan Glaspell sigue siendo "el secreto mejor guardado del teatro estadounidense".

## Obras

### Teatro
|  | Obras en un acto - Suppressed Desires (1915), en coautoría con George Cram Cook. - Nimiedades (1916), ("Trifles" en inglés) adaptado en el cuento Un jurado de sus pares ("A Jury of her Peers" en inglés) (1917). - Close the Book (1917). - The Outside (1917). - The People (1917). - Woman's Honor (1918). - Tickless Time (1918), en coautoría con George Cram Cook. - Free Laughter (1919), publicada por primera vez en 2010. | Obras más extensas - Bernice (1919). - Inheritors (1921). - The Verge (1921). - Chains of Dew (1922), publicada por primera vez en 2010. - The Comic Artist (1927), en coautoría con Norman Matson. - Alison's House (1930), ganadora del Premio Púlitzer en Drama en 1931. - Springs Eternal (1943), publicada por primera vez en 2010. |

### Ficción
|  | Novelas - The Glory of the Conquered (1909). - The Visioning (1911). - Fidelity (1915). - Brook Evans (1928). - Fugitive's Return (1929). - Ambrose Holt and Family (1931). - The Morning is Near Us (1939). - Norma Ashe (1942). - Judd Rankin's Daughter (1945). | Cuentos recopilados - Lifted Masks (1912). - A Jury of Her Peers (1917). - Her America: "A Jury of Her Peers" and Other Stories by Susan Glaspell (2010), editado por Patricia L. Bryan & Martha C. Carpentier. - The Rules of the Institution and Other Stories (2018). |

### Otras obras
|  | - The Road to the Temple (1926), una biografía de George Cram Cook. | - Cherished and Shared of Old (1926), un libro para niños. |